# Desognaphosa kuranda
Desognaphosa kuranda is een spinnensoort uit de familie Trochanteriidae. De soort komt voor in Queensland.